# All Angels
Die All Angels waren eine britische weibliche Gesangsgruppe, die sowohl klassische als auch populäre Musik sang.

## Geschichte
Produzent und Manager Steve Abbott hatte zuvor schon mit den Choirboys, einer männlichen Gesangsgruppe, Erfolge mit dem Crossover von Klassik und Pop gehabt und hob deshalb 2006 das weibliche Gegenstück All Angels aus der Taufe. Vier sorgfältig ausgewählte junge Sängerinnen wurden von Universal unter Vertrag genommen und über eine Million Pfund in eine Werbekampagne investiert. Das nach der Gruppe benannte Debütalbum, das noch im selben Jahr erschien, verkaufte sich daraufhin so schnell wie noch kein Klassikalbum in Großbritannien zuvor: 33.000 Exemplare wurden in der ersten Woche verkauft und Platz 9 der Popcharts erreicht. Musikalisch erstreckte sich das Repertoire vom Ave Maria von Franz Schubert bis zu Robbie Williams’ Angels, das auch ein kleinerer Singlehit für das Quartett wurde.
Ein Jahr später folgte das ähnlich aufgebaute Into Paradise. Es hielt sich zwar vier Wochen in den Charts, konnte aber keine höheren Platzierungen erreichen. Bis zu Album Nummer drei Fly Away vergingen drei Jahre. Diesmal war nordamerikanische Musik von Bernstein über Gershwin bis Dylan das Thema. Es erreichte Platz 54 in Großbritannien.
Im Mai 2011 sangen die All Angels die UEFA-Champions-League-Hymne vor dem Finale im Wembley-Stadion.

## Diskografie
Alben
- 2006: All Angels
- 2007: Into Paradise
- 2009: Fly Away

Singles
- 2006: Songbird
- 2006: Angels
- 2007: Nothing Compares 2 U